# Texas City (film)
Texas City è un film del 1952 diretto da Lewis D. Collins.
È un western statunitense con Johnny Mack Brown, James Ellison e Lois Hall.

## Produzione
Il film, diretto da Lewis D. Collins su una sceneggiatura e un soggetto di Joseph F. Poland, fu prodotto da Vincent M. Fennelly per la Silvermine Productions e girato dal 2 ottobre 1951. I titoli di lavorazione furono Ghost Town e Outlaw Town.

## Distribuzione
Il film fu distribuito negli Stati Uniti dal 27 gennaio 1952 al cinema dalla Monogram Pictures.

## Promozione
Le tagline sono:
- OUTLAW AMBUSH! CAVALRY STAMPEDE! IN THE BLAZING BULLET-RIDDLED WEST!
- Two-fisted Johnny and his twin-gun sidekick blast a path open for the lead-spattered gold express!
- BLAST BANDIT BLOCKADE!